# Poecilimon tevfikarabagi
Poecilimon tevfikarabagi är en insektsart som beskrevs av Ünal 2005. Poecilimon tevfikarabagi ingår i släktet Poecilimon och familjen vårtbitare. Inga underarter finns listade i Catalogue of Life.